# シュードモナス・プチダ
シュードモナス・プチダ（Pseudomonas putida）はグラム陰性桿菌であり、腐生栄養性の土壌微生物である。分子遺伝学的分類手法が登場する前の形態学的分類手法に基づく狭義のシュードモナス属である。16S rRNA系統解析によりシュードモナス属の種がいくつかのグループに分類されたとき、P. putidaグループが設けられてそのグループの代表的な種に位置づけられた。

## 分布
Pseudomonas putidaは、酸素がある環境一般(土壌及び水圏)で見られる。生育至適温度は25 - 30℃である。KT2440株などの菌株は根圏でコロニーを形成する。根の表面は細菌に栄養素を供給し、これに対してP. putidaは病原体が根に繁殖することを防ぐことで寄主植物の生長に寄与する。この植物生長促進効果のためにP. putida菌株は生物農薬としての利用が期待され、研究開発されている。

## 遺伝学的特性
1995年に、ドイツのThe Institute for Genomic ResearchがPseudomonas putidaの完全なゲノム配列を決定した。それ以降、30菌株のゲノム配列が決定され、他の75菌株がシークエンシングの途上にある(2002年現在)[4]。P. putidaのゲノムは約620万bpである。F1株は5,959,964bpであり、GC含量が61%である。KT2440株は6,181,863bpである。
P. putida KT2440の染色体は、DNAストランド内における相補的なオリゴヌクレオチドの等量性と鎖の対称性が特徴である。KT2440株において各ヌクレオチド4量体(テトラヌクレオチド)は2つの鎖で同じ頻度で出現する。P. putida株の分類において、ゲノムにおける最も一般的な繰り返し配列である種特異的遺伝子外パリンドローム配列が利用されている。P. putidaにコードされた配列において、LLL(リジンの3量体)が最も多量なトリペプチドである。

## 代謝特性
P. putidaは、環境中の基質の分解に関与する酸化還元酵素遺伝子を少なくとも80個有している。また、遺伝子の大部分は環境中の化学的状態を検出することに役立ち、このため毒素にすぐに応答することができる。また、TOLやOCTプラスミドなどの、汚染物質の分解能力を与える多くのプラスミドを有している。一方で、例えばプラスミドR68-45などは有益な機能を与えず、むしろ増殖率を減少させる。
P. putidaは、タンパク質に関する様々な調節機構(タンパク質やペプチドの分泌及び輸送、タンパク質の修飾、修復、折りたたみ、安定化、タンパク質やペプチドや糖タンパク質の分解など)により環境ストレスに対する耐性を有している。P. putidaが有するシグナル伝達の調節タンパク質は、シグナルの受信のみに依存せずにその経路の特異的なプロモーターやレギュレイターもコントロールし、非常に複雑な代謝経路を構築している。また、シグナルを受信すると、酸素や栄養素の利用可能性の情報を細胞に伝達する。他の重要な調節タンパク質として、Crcタンパク質は炭素代謝を調節するシグナル伝達経路に関わり、バイオフィルムの形成にも関与する。
P. putidaは他のシュードモナス属と同様に、環境中から鉄を獲得する鉄キレート剤のシデロホアを有している。また、シデロホアに鉄錯体が輸送されることを助ける外膜受容体タンパク質も有している。獲得された鉄は、酸素が電子受容体である代謝過程で利用される。酸素は電子受容体として優れているが、このときに過酸化物や活性酸素種などの細菌に対して有毒な副産物も生成される。これに応答して、P. putidaは副産物から細胞を保護するためにカタラーゼを産生している。
P. putidaは、脂肪酸の飽和度、シクロプロパン脂肪酸の合成量、及びこれらのシス-トランス異性化の程度を、環境に適応するように変更することができる。対数増殖期から定常期への移行の際に、基質の摂取を効率的にするために脂肪酸の飽和度と膜流動性が高くなる。P. putidaのこれらの特徴は、致死的な毒に対して生存できるようにし、毒で汚染された土壌で生育することを可能にする。また、P. putidaは、生物に対して有害な有機溶媒を無害な物質に変換する能力も持ち、バイオレメディエーションに利用することができる。
P. putidaはエネルギーを獲得する手段としてエントナー-ドウドロフ経路を利用している。エントナー-ドウドロフ経路では、グルコースやグルコン酸などのヘキソースを分解し、グルコース1分子につきATPを正味1分子獲得する(解糖系では、グルコース分子1分子につきATPを2分子獲得する)。P. putidaはエネルギー獲得のための多数の代替経路を利用することができるが、それらを主要に利用せず、エントナー-ドウドロフ経路に依存している。

## バイオレメディエーションへの利用
P. putidaのいくつかの株は「多プラスミド炭化水素分解シュードモナス菌」[ 英: multi-plasmid hydrocarbon-degrading Pseudomonas ]と呼ばれ、非常に多様な代謝特性を持ち、トルエンやナフタレンのような有機溶媒を分解するなどの能力を有する。また、燃料、石炭、タバコ、その他の有機物質の燃焼時に生じる有害な芳香族または脂肪族炭化水素の分解に関与するほとんどの遺伝子を持つ。このため、P. putidaの多く株は油分などに対するバイオレメディエーションに利用されている。

### 石油の分解
P. putida PB4は、石油の分解を目的としたバイオレメディエーションに有用である。PB4株はベンゼンと、C1からC4の側鎖を持つアルキルベンゼンを分解できる。PB4株とAcinetobacter sp. T4の混合付加は、原油の飽和画分の40％および芳香族画分の21％を10日間で分解した；この分解率は、原油の分解に寄与する微生物が特に多様かつ豊富な共同体による場合と同程度である。この2菌株共同体において、T4株は飽和画分と芳香族画分の両方で分解活性を示し、PB4株の成長を助ける代謝物を産生する。PB4株はこの代謝物を用いて増殖し、芳香族化合物を分解する。

### スチレンの分解
P. putidaはスチレンを生分解性プラスチックのポリヒドロキシアルカノエート[ 英: Polyhydroxyalkanoates（英語版） ](PHA)に変換できる。このため、生分解とは異なる方法での、発泡ポリスチレンの効率的なリサイクルに用いることができる可能性がある。
P. putida CA-3(NCIMB 41162)は2つの経路（1）ビニル側鎖の酸化、2）分子の芳香族核の攻撃）でスチレンを分解する。2006年に発表されたCA-3株を用いた試みでは、ポリスチレン(スチロール樹脂)を熱分解してスチレン油に変換し、続いてCA-3株で生成スチレンをPHAへ変換することが試みられた。熱分解プロセスでのスチレンへの変換効率は82.8%(w/w)であり、発酵プロセスでは生成スチレン1g当たり62.5mgのPHAが得られた。結果、ポリスチレン64gは6.4gのスチレンに変換された。

### カテコールの分解
P. putidaはカテコール分解酵素のピロカテカーゼ[ 英: pyrocatechase ](カテコール1,2-ジオキシゲナーゼ、[ 英: catechol 1,2-dioxygenase（英語版）： C12O ])とメタピロカテカーゼ[ 英: metapyrocatechase ](カテコール2,3-ジオキシゲナーゼ[ 英: catechol 2,3-dioxygenase：C23O ])を持つ。
C12Oは世界で初めて報告された二原子酸素添加酵素(ジオキシゲナーゼ)であり、この報告(シュードモナス属によるムコン酸生成反応は二原子酸素添加反応であることの証明)は1995年に京都大学医科学講座の早石修教授により行われた。C23Oは、早石教授の下の野崎光洋博士により10%アセトン存在下でP. putida (arvilla) mt-2から精製・結晶化された。
C12OとC23Oは基質を同じにするが、芳香環における開裂させる二重結合の位置が異なり、そのため生成物が異なる。C12Oはカテコールをオルト開裂させてcis,cis-ムコン酸を生成するのに対し、C23Oはメタ開裂させて2-ヒドロキシムコン酸セミアルデヒドを生成する。これは、補因子の非ヘム鉄がC12Oは3価であるのに対し、C23Oは2価である違いによると考えられている。実際、C12Oは3価鉄を、C23Oは2価鉄を酵素活性に必須としている。

### ダイヤモンド対チャクラバーティ裁判
P. putidaは世界で最初に特許出願された生物である。生物であるため、この特許は裁判で争われ、歴史的な裁判「ダイヤモンド対チャクラバーティ裁判」[ 英: Diamond v. Chakrabarty（英語版） ]となる。
ゼネラル・エレクトリックに勤務していたアーナンダ・モハン・チャクラバーティ工学博士[ 英: Ananda Mohan Chakrabarty（英語版） ]は、原油を分解できる細菌を発見した。チャクラバーティは、今日ではPseudomonas putidaであることが知られているこの微生物を石油流出事故の浄化処理に利用することを目指した。ゼネラル・エレクトリックは、チャクラバーティを発明者としてこの細菌の特許を米国政府に出願したが、特許審査課に拒否された。当時は、特許法第101条35項U.S.C.のもと、生物は一般に特許性がないと理解されていたためである。
米国の特許審判・抵触部[ 英: the Board of Patent Appeals and Interferences（英語版） ]はこの決定を支持した。が、連邦関税および特許控訴院[ 英: United States Court of Customs and Patent Appeals（英語版） ]はチャクラバーティーの訴えを支持し、「微生物が
生物であるということは特許法の目的に対し重要な法律上の意味をもち得ない」として特許審判・抵触部の判決を覆した。これを受け、当時の特許商標庁長官シドニー A. ダイアモンド[ 英: Sidney A. Diamond（英語版） ]は最高裁判所に上訴した。
1980年3月17日に米国最高裁判所でこの問題は争われることとなり、同年6月16日に判決が下された。翌1981年3月31日に米国特許商標庁で特許は正式に発行された。

## カフェインの分解特性
2011年に米アイオワ大学で、P. putida CBB5(遺伝子工学的操作をされていない、土壌から発見された野生株)が、炭素源と窒素源が純粋なカフェインのみの培地上で生育し、カフェインを二酸化炭素とアンモニアに分解することが観察された。これまでの研究では、カフェインやテオブロミンのようなプリンアルカロイドの脱メチル化はカビや哺乳類といったより高等の生物の持つ膜関連シトクロムP450により行われることは知られていた。一方で、炭素源や窒素源がプリンアルカロイド化合物のみでも微生物が生育することは以前から多く報告されていたが、微生物におけるこのプリンアルカロイドの脱メチル化酵素は発見されていなかった。
この発見により、微生物がカフェインで生育するための酵素と遺伝子の存在が初めて明らかとなり、カフェイン分解酵素でN-メチル基分解酵素が単離された。単離された可溶性ホロ酵素は、シトクロムc還元活性[ 英: cytochrome c reductase activity：Ccr ]サブユニットおよび、2つのN-脱メチル基酵素活性サブユニット[ 英: N-demethylase component：Ndm ]から構成されている。Ndmは未変性で240kDaであり、2つの構成サブユニットはNdmA(40kDa)とNdmB(35kDa)と呼び分けられている。また、Ndmは、紫外可視吸光スペクトルとN末端配列の解析からRieske [2Fe-2S]ドメイン含有非ヘム鉄オキシゲナーゼであると推定されている。
NdmAとNdmBは、心臓の不整脈や喘息の治療および血流の増幅のための薬の開発、ならびにデカフェコーヒーや茶の製造に利用できる可能性がある。

## 有機物の合成特性
P. Putidaは遺伝子操作の対象に適しており、さまざまな基質からの多様な有機医薬品や農業化合物の合成に利用されている。現在までに得られた、工業的な有機合成への利用に有望な株や生成される製品などを以下に示す。
- P. putida。5-シアノペンタアミド[32]やD-p-ヒドロキシフェニルグリシン[33]を合成
- P. putida ATCC 33015。2-キノキサリン酢酸[34]や5-メチルピラジン-2-酢酸[35]を合成。
- P. putida ATCC 12633。キラル化合物の合成[36]

## 生物的防除への利用
P. putidaは、Pythium属やFusarium属のような植物の立ち枯れ病の病原菌に対する拮抗菌として働き、生物的防除に利用できることが実証されている。例えば、P. putidaを接種したバーミキュライトで栽培したキュウリの生長と収量は、病原菌のFusarium oxysporum f.sp. cucurbitacearumを接種されたものよりも有意に高かった。
17土壌サンプルから単離された合計216株の根圏微生物の、Fusarium oxysporum f. sp. radicis-lycopersici (Forl)が引き起こす、トマトのすそ腐れおよび根腐れ[ 英: Tomato foot and root rot:TFFR ]を抑制する生物防除効果を評価する研究結果が2006年に発表された。リボソームRNA解析および根の先端におけるコロニー形成能力のアッセイにより、強力な根のコロニー形成株とされるPseudomonas fluorescens WCS365よりも競争力が高く、かつ、TRFFを抑制する効果がある7つの菌株が発見された。これら7つの菌株は、P putida 3菌株、およびP. chlororaphis、P. rhodesiae、Delftia tsuruhatensis、Paenibacillus amylolyticusの各1株であった。

## 参照
1. ↑  Anzai, et al.; Kim, H; Park, JY; Wakabayashi, H; Oyaizu, H (Jul 2000). “Phylogenetic affiliation of the pseudomonads based on 16S rRNA sequence”. Int J Syst Evol Microbiol 50 (4):  1563-89. doi:10.1099/00207713-50-4-1563. PMID 10939664.
2. ↑  Manuel Espinosa-Urgel; Amparo Salido; Juan-Luis Ramos (2000). “Genetic Analysis of Functions Involved in Adhesion of Pseudomonas putida to Seeds”. Journal of Bacteriology 182 (9):  2363-2369.
3. ↑  NCBI. Mycoplasma synoviae
4. ↑  Cornelis P (editor). (2008). Pseudomonas: Genomics and Molecular Biology (1st ed.). Caister Academic Press. ISBN 1-904455-19-0
5. 1 2  Adam Marcus (January 2003). “Versatile soil-dwelling microbe is mapped”. Genome News Network.
6. ↑  Peter A. Vandenbergh; Ann M. Wright (1983). “Plasmid Involvement in Acyclic Isoprenoid Metabolism by Pseudomonas putida”. Applied and Environmental Microbiology 45 (8):  1953-1955.
7. ↑  R. Muller (1992). “Bacterial Degradation of Xenobiotics”. Microbial Control of Pollution 48:  52.
8. ↑  D. Reanney; P. Gowland; J. Slater (1983). “Genetic Interactions Among Communities”. Microbes in Their Natural Environments 34:  408.
9. ↑  TIGR Comprehensive microbial resource
10. ↑  Ana Ruiz-Manzano; Luis Yuste; Fernando Rojo (2005). “Levels and Activity of the Pseudomonas putida Global Regulatory Protein Crc Vary According to Growth Conditions”. Journal of Bacteriology 187 (11):  3678-3686.
11. ↑  E. Boopathi; K. Sankara Rao (1999). “A siderophore from Pseudomonas putida type A1: structural and biological characterization”. Biochimica et Biophysica Acta 1435 (1-2):  30-40.
12. ↑  Joyce E. Loper; Marcella D. Henkels (1999). “Utilization of Heterologous Siderophores Enhances Levels of Iron Available to Pseudomonas putida in the Rhizosphere”. Applied and Environmental Microbiology 65 (12):  5357-5363.
13. ↑  C. D. Miller; Y. C. Kim; A. J. Anderson (1997). “Cloning and mutational analysis of the gene for the stationary-phase inducible catalase (catC) from Pseudomonas putida”. Journal of Bacteriology 179 (16):  5241-5245.
14. ↑  Claus Härtig; Norbert Loffhagen; Hauke Harms (2005). “Formation of trans Fatty Acids Is Not Involved in Growth-Linked Membrane Adaptation of Pseudomonas putida”. Applied and Enbironmental Microbiology 71 (4):  1915-1922.
15. ↑  M. Vicente; J. L. Cánovas (1973). “Glucolysis in Pseudomonas putida: Physiological Role of Alternative Routes from the Analysis of Defective Mutants”. Journal of Bacteriology 116 (2):  908-914.
16. ↑  Marqués, Silvia; Ramos, Juan L. (1993). “Transcriptional control of the Pseudomonas putida TOL plasmid catabolic pathways”. Molecular Microbiology 9 (5):  923-9. doi:10.1111/j.1365-2958.1993.tb01222.x. PMID 7934920.
17. ↑  Gomes, NC; Kosheleva, IA; Abraham, WR; Smalla, K (2005). “Effects of the inoculant strain Pseudomonas putida KT2442 (pNF142) and of naphthalene contamination on the soil bacterial community”. FEMS microbiology ecology 54 (1):  21-33. doi:10.1016/j.femsec.2005.02.005. PMID 16329969.
18. ↑  Syoko Komukai-Nakamura; Keiji Sugiura; Yukie Yamauchi-Inomata; Haruhisa Toki; Kasthuri Venkateswaran; Satoshi Yamamoto; Hirki Tanaka; Shigeaki Harayama (1996). “Construction of bacterial consortia that degrade Arabian light crude oil”. Journal of Fermentation and Bioengineering 82 (6):  570-574. doi:10.1016/S0922-338X(97)81254-8.
19. ↑  Immortal Polystyrene Foam Meets its Enemy | LiveScience
20. ↑  Kevin O’Connor; Wouter Duetz; Bea Wind; Alan D. W. Dobson (1996). “The Effect of Nutrient Limitation on Styrene Metabolism in Pseudomonas putida CA-3”. Applied and Environmental Microbiology 62 (10):  3594-3599.
21. ↑  Ward, PG; Goff, M; Donner, M; Kaminsky, W; O'Connor, KE (2006). “A two step chemo-biotechnological conversion of polystyrene to a biodegradable thermoplastic”. Environmental science & technology 40 (7):  2433-7. doi:10.1021/es0517668. PMID 16649270.
22. ↑  Osamu Hayaishi; M. Katagiri; S. Rothberg (1955). “Mechanism of the pyrocatechase reaction.”. J. Amer. Chem. Soc. 77:  5450.
23. ↑  Mitsuhiro Nozaki; H. Kagamiyama; O. Hayashi (1963). “Metapyrocatechase. I. Purification, crystallization and some properties.”. Biochem. Z. 338:  582-590.
24. ↑  T. Nakazawa; M. Nozaki; O. Hayaishi; T. yamano (1969). “Studies on pyrocatechase. II. Electron spin resonance and other properties of iron in the active center.”. J. Biol. Chem. 244:  119-125.
25. ↑  M. Nozaki; K. Ono; T. Nakazawa; S. Kotani; O. Hayaishi (1968). “Metapyrocatechase. II. The role of iron and sulfhydryl groups.”. J. Biol. Chem. 243:  2682-2690.
26. 1 2  US Patent 4,259,444
27. ↑  Kevles DJ. Ananda Chakrabarty wins a patent: biotechnology, law, and society. Hist Stud Phys Biol Sci. 1994;25(Pt 1):111-35.
28. ↑  平木隆之 (2004). [http://home.hiroshima-u.ac.jp/heiwa/JNL/26/hiraki.pdf “遺伝子組換え作物をめぐる生命特許と農民特権－シュマイザー
･モンサント事件を中心に－”]. 広島平和科学 26:  133-158.
29. 1 2  http://blogs.scientificamerican.com/observations/2011/05/24/newly-discovered-bacteria-lives-on-caffeine
30. 1 2  Summers, RM; Louie, TM; Yu, CL; Subramanian, M (2011). “Characterization of a broad-specificity non-haem iron N-demethylase from Pseudomonas putida CBB5 capable of utilizing several purine alkaloids as sole carbon and nitrogen source”. Microbiology (Reading, England) 157 (Pt 2):  583-92. doi:10.1099/mic.0.043612-0. PMID 20966097.
31. ↑  http://www.researchgate.net/publication/221847539_Industrial_biotechnology_of_Pseudomonas_putida_and_related_species
32. ↑  Stieglitz B; Dicosimo R; Fallon RD (1996). “Formation of aliphatic ω-cyanocarboxamide(s) from α,ω-dinitrile(s)—using bio-catalyst having regioselective nitrile hydratase activity derived from Pseudomonas putida.”. US Patent US 5728556.
33. ↑  Schulze B; Wubbolts MG (1999). “Biocatalysis for industrial production
of fine chemicals.”. Curr. Opinion Biotechnol. 10:  609-615.
34. ↑  Wong JW; Watson HA; Bouressa JF; Burns MP; Cawley JJ; Doro AE; Guzek DB; Hintz MA et al. (2002). “Biocatalytic oxidation of 2-methylquinoxaline to 2-quinoxalinecarboxylic acid.”. Org. Proc. Res. Devel. 6:  477-481.
35. ↑  A. Kiener (1992). “Enzymatic oxidation of methyl groups on aromatic heterocycles: a versatile method for the preparation of heteroaromatic carboxylic acids.”. Angewandte. Chem. Inter Edition Engl. 31:  774-775.
36. ↑  Hermes HFM; Sonke T; Peters PJH; van Balken JAM; Kamphuis J; Dijkhuizen L; Meijer EM (1993). “Purification and characterization of an l-aminopeptidase from Pseudomonas putida ATCC 12633.”. Appl. Environ. Microbiol. 59:  4330-4334.
37. 1 2  Amer, GA; Utkhede, RS (2000). “Development of formulations of biological agents for management of root rot of lettuce and cucumber”. Canadian journal of microbiology 46 (9):  809-16. doi:10.1139/w00-063. PMID 11006841.
38. ↑  Validov, S; Kamilova, F; Qi, S; Stephan, D; Wang, JJ; Makarova, N; Lugtenberg, B (2007). “Selection of bacteria able to control Fusarium oxysporum f. Sp. Radicis-lycopersici in stonewool substrate”. Journal of applied microbiology 102 (2):  461-71. doi:10.1111/j.1365-2672.2006.03083.x. PMID 17241352.